# 2018年國際足協世界盃統計數據
本列表列出2018年國際足協世界盃的统计数据。注：淘汰赛未决出胜负，最终互射十二码的得分不计入内且整场比赛计为平局。

## 射手榜
6球
4球
3球
2球
- 乾貴士
- 孫興慜
- 

1球
- 巴舒亞伊
- 維達
- 阿里
- 本田圭佑
- 原口元氣
- 香川真司
- 大迫勇也
- 金英權
- 
- 
- 
- 
- 

烏龍球
- （對 法國）[1]
- （對 比利時）
- （對 法國）
- 法塔希（英语：Ahmed Fathy）（對 俄羅斯）
- （對 伊朗）
- （對 瑞典）
- （對 克羅地亞）
- （對 塞內加爾）
- （對 烏拉圭）[2]
- （對 西班牙）
- （對 哥斯達黎加）
- （對 巴拿馬）

## 助攻榜
2次：

| 阿根廷 · 阿根廷 · 比利时 · 比利时 · 比利时 | 比利时 · 比利时 · 巴西 · 哥伦比亚 · 哥伦比亚 | 法國 · 俄罗斯 · 俄罗斯 · 瑞典 · 乌拉圭 |

1次：

| - | - 本田圭佑 - 乾貴士 - 香川真司 - 長友佑都 - 柴崎岳 - 艾維拉 - | - 李在城 - 朱世鐘 - 哈達迪 - 蘇亞雷斯 |

## 賽後總結

### 最佳球员
| 排名 | 球员          | 球队   | 对手       | 階段   | 奖项 |
| ---- | ------------- | ------ | ---------- | ------ | ---- |
| 1    |               | 俄羅斯 | 沙特阿拉伯 | 分組賽 | 1    |
| 1    |  | 埃及   | 烏拉圭     | 分組賽 | 1    |
| 1    |               | 摩洛哥 | 伊朗       | 分組賽 | 1    |
| 1    |               | 葡萄牙 | 西班牙     | 分組賽 | 1    |
| 1    |               | 冰島   | 阿根廷     | 分組賽 | 1    |
| 1    | 优素福·波尔森 | 丹麦   | 秘魯       | 分組賽 | 1    |
| 1    | 卢卡·莫德里奇 |        | 尼日利亞   | 分組賽 | 1    |

### 零封對手
| 排名 | 球员          | 球队     | 对手                     | 階段   | 次數 |
| ---- | ------------- | -------- | ------------------------ | ------ | ---- |
| 1    |               | 乌拉圭   | 埃及、沙特阿拉伯、俄羅斯 | 分組賽 | 3    |
| 2    |               |          | 尼日利亞、阿根廷         | 分組賽 | 2    |
| 2    |               | 丹麦     | 秘魯、法國               | 分組賽 | 2    |
| 2    | 奧爾森        | 瑞典     | 南韓、墨西哥             | 分組賽 | 2    |
| 2    |               | 巴西     | 哥斯大黎加、塞爾維亞     | 分組賽 | 2    |
| 6    |               | 俄羅斯   | 沙特阿拉伯               | 分組賽 | 1    |
| 6    |               | 伊朗     | 摩洛哥                   | 分組賽 | 1    |
| 6    |               | 塞爾維亞 | 哥斯大黎加               | 分組賽 | 1    |
| 6    | 奥乔亚        | 墨西哥   | 德國                     | 分組賽 | 1    |
| 6    |               | 比利时   | 巴拿馬                   | 分組賽 | 1    |
| 6    |               | 葡萄牙   | 摩洛哥                   | 分組賽 | 1    |
| 6    | 迪基亞        | 西班牙   | 伊朗                     | 分組賽 | 1    |
| 6    | 洛里斯        | 法國     | 秘魯                     | 分組賽 | 1    |
| 6    | 烏佐霍        | 奈及利亞 | 冰島                     | 分組賽 | 1    |
| 6    |               | 哥伦比亚 | 波蘭                     | 分組賽 | 1    |
| 6    |  | 秘魯     | 澳洲                     | 分組賽 | 1    |
| 6    |               | 法國     | 丹麥                     | 分組賽 | 1    |
| 6    | 赵贤祐        |          | 德國                     | 分組賽 | 1    |

## 得分

### 总览
- 总进球数：169
- 平均场均进球数：2.64
- 梅开二度总数： 3 
 丹尼斯·切里舍夫、迪亞高·哥斯達、羅馬路·盧卡古
- 帽子戏法总数：2 
 、哈利·卡尼
- 点球判罚总数：28
- 点球进球总数：21 
 、格蘭基斯、沙斯、香川真司、哈利·卡尼、穆罕默德·沙拿、夏薩特、吉爾維·西於爾茲松、阿爾喬姆·久巴
- 点球失球总数：7 
 里奥·梅西、克里斯蒂安·奎瓦、吉爾維·西於爾茲松、布萊恩·魯伊斯、摩迪、法赫德·穆瓦拉德
- 点球破门成功率：75%
- 乌龙球得分：12 
 阿齊茲·布哈杜茲（英语：Aziz Bouhaddouz）、歐根尼卡羅·伊波（英语：Oghenekaro Etebo）、阿齐兹·比伊奇、施安尼克、法塔希（英语：Ahmed Fathy）、丹尼斯·切雷舍夫、揚·索莫、塞爾吉·伊拿舒域治、費蘭甸奴、馬里奧·文迪蘇傑

### 时间纪录
- 赛事第一个进球：尤里·加津斯基 俄罗斯 对阵 沙特阿拉伯
- 赛事第一个梅开二度：丹尼斯·切里舍夫 俄罗斯 对阵 沙特阿拉伯
- 赛事第一个帽子戏法： 葡萄牙 对阵 西班牙
- 最快进球纪录：第1分钟 
 馬迪亞斯·佐真遜 丹麥 对阵 克羅地亞
- 替补球员最快进球纪录： 第1分钟 
 阿尔捷姆·久巴 俄罗斯 对阵 沙特阿拉伯 （出场于 第70分钟）
- 无加时比赛最迟进球纪录：：第90+5分钟 
 阿齊茲·布哈杜茲（英语：Aziz Bouhaddouz）（乌龙球） 伊朗 对阵 摩洛哥
- 无加时比赛最迟决胜进球纪录： 第90+5分钟 
 阿齊茲·布哈杜茲（英语：Aziz Bouhaddouz）（乌龙球） 伊朗 对阵 摩洛哥
- 单支球队单场比赛两次进球最短时间间隔： 3分钟 
 迪亞高·哥斯達和拿祖 西班牙 对阵 葡萄牙

### 球队纪录
- 入球最多的球队：16球  – 比利時
- 入球最少的球队 2球  – 埃及、摩洛哥、沙特阿拉伯、秘魯、伊朗、澳洲、哥斯達黎加、德國、塞爾維亞、冰島、巴拿馬、波蘭
- 失球最多的球队：11球  – 巴拿馬
- 失球最少的球队：2球  – 丹麥、秘魯、伊朗
- 最小比分差距： +5  – 俄罗斯、英格蘭
- 最大比分差距：-5  – 沙特阿拉伯、巴拿馬
- 双方球队进球最多的比赛：7球  – 比利時 5 - 2 突尼西亞、英格蘭 6 - 1 巴拿馬、法國 4 - 3 阿根廷
- 一方球队进球最多的比赛：6球  – 英格蘭 6 - 1 巴拿馬
- 败方球队进球最多的比赛：3球  – 法國 4 - 3 阿根廷
- 获胜的最大比分：5球  – 俄罗斯 5 – 0 沙特阿拉伯、英格蘭 6 - 1 巴拿馬
- 零失球最多的球队：4場  – 法國
- 零失球最少的球队：0場  – 埃及、沙特阿拉伯、摩洛哥、阿根廷、冰島、澳洲、瑞士、哥斯達黎加、德國、日本、塞內加爾
- 连续零失球最多的球队： 3場  – 乌拉圭、巴西

### 球员纪录
- 入球最多的个人：6 
 哈利·卡尼
- 最多助攻的个人： 2 
 亞歷山大·戈洛文
- 最多入球和助攻的个人： 3 
 亞歷山大·戈洛文（1枚进球、2次助攻）
- 零失球最多的守门员：1 
 伊戈爾·阿金費耶夫、阿里禮薩·貝蘭萬德、費爾南多·穆斯萊拉
- 连续零失球最多的守门员：1 
 伊戈爾·阿金費耶夫、阿里禮薩·貝蘭萬德、費爾南多·穆斯萊拉
- 单场比赛进球最多的球员： 3 
  葡萄牙 对阵 西班牙

## 球队红黑榜
- 最大胜利： 6場 – 比利時、法國
- 最小胜利：0場 – 埃及、摩洛哥、澳洲、哥斯達黎加、巴拿馬
- 最大失利： 3場 – 巴拿馬、埃及
- 最小失利：0場 – 西班牙、法國、丹麥
- 最大平局：3場 – 丹麥
- 最小平局： 0場 – 埃及、秘魯、沙特阿拉伯、烏拉圭、尼日利亞、塞爾維亞、瑞典、墨西哥、德國、韓國、比利時、巴拿馬、突尼西亞、波蘭
- 小组赛阶段积分最多：9分 – 克羅地亞、比利時、烏拉圭
- 小组赛阶段积分最少：0分 – 巴拿馬、埃及

## 判罚记录
最後更新：2018年6月27日
- 黄牌总数：162
- 场均黄牌数：3.31
- 红牌总数：3
- 场均红牌数：0.06
- 赛事首张黄牌： – 俄罗斯 对阵 沙特阿拉伯
- 赛事首张红牌： 卡洛斯·桑切斯·莫雷諾(直接紅牌) – 哥倫比亞 对阵 日本
- 开场后最快判出的黄牌： 1分钟 – 赫苏斯·加利亚多 – 墨西哥 对阵 瑞典
- 最快被判黄牌的替补球员： 44分鐘 –  – 埃及 对阵 烏拉圭 （出场于 50分鐘）
- 无加时赛最多黄牌比赛：90+6分钟 –  – 埃及 对阵 烏拉圭
- 开场后最快出场球员：4分鐘 – 卡洛斯·桑切斯·莫雷諾(直接紅牌) – 哥倫比亞 对阵 日本
- 最多黄牌的球队：11 –  阿根廷、 巴拿马
- 最多红牌的球队： 1 –  哥伦比亚、 德国、 俄羅斯
- 最少黄牌的球队：1 –  俄羅斯、 沙烏地阿拉伯、 乌拉圭、 西班牙
- 最多黄牌的球员：2 – 伊戈尔·斯莫尔尼科夫
- 最多红牌的球员：1 – 卡洛斯·桑切斯·莫雷諾（英语：Carlos Sánchez Moreno）(直接紅牌)、謝洛美·保定(兩黃牌一紅牌)、伊戈尔·斯莫尔尼科夫(兩黃牌一紅牌)
- 最多黄牌的比赛： 8 – 比利時 3-0 巴拿馬、法國 4-3 阿根廷
- 最多红牌的比赛 1 – 哥倫比亞 1-2 日本(直接紅牌)、德國 2-1 瑞典(兩黃牌一紅牌)、烏拉圭 3-0 俄羅斯(兩黃牌一紅牌)
- 最少黄牌的比赛：0 – 埃及 0-1 烏拉圭、阿根廷 1-1 冰島、烏拉圭 1-0 沙烏地阿拉伯
- 出牌最多的比赛：8张黄牌 – 比利時 3-0 巴拿馬、法國 4-3 阿根廷

### 判罚详情

#### 按比赛排列
| 比赛日 | 主场         | 得分   | 客场         | 回合   | 裁判          | 总出牌数 |        | 警告 · 離場 | 離場   |
| 分組賽 | 分組賽       | 分組賽 | 分組賽       | 分組賽 | 分組賽        | 分組賽   | 分組賽 | 分組賽      | 分組賽 |
| ------ | ------------ | ------ | ------------ | ------ | ------------- | -------- | ------ | ----------- | ------ |
| 第1天  | 俄羅斯       | 5–0    | 沙烏地阿拉伯 | A組    | 尼斯高·比達拿 | 2        | 2      | 0           | 0      |
| 第2天  | 埃及         | 0-1    | 乌拉圭       | A組    |               | 0        | 0      | 0           | 0      |
| 第2天  | 摩洛哥       | 0-1    | 伊朗         | B组    |               | 4        | 4      | 0           | 0      |
| 第2天  | 葡萄牙       | 3-3    | 西班牙       | B组    |               | 2        | 2      | 0           | 0      |
| 第3天  | 法國         | 2-1    |              | C组    |               | 3        | 3      | 0           | 0      |
| 第3天  | 阿根廷       | 1-1    | 冰島         | D组    |               | 0        | 0      | 0           | 0      |
| 第3天  | 秘魯         | 0-1    | 丹麦         | C组    |               | 1        | 1      | 0           | 0      |
| 第4天  |              | 2-0    | 奈及利亞     | D組    |               | 3        | 3      | 0           | 0      |
| 第4天  |              | 0-1    | 塞爾維亞     | E組    |               | 4        | 4      | 0           | 0      |
| 第4天  | 德国         | 0-1    | 墨西哥       | F組    |               | 4        | 4      | 0           | 0      |
| 第4天  | 巴西         | 1-1    | 瑞士         | E組    |               | 4        | 4      | 0           | 0      |
| 第5天  | 瑞典         | 1-0    |              | F組    |               | 3        | 3      | 0           | 0      |
| 第5天  | 比利时       | 3-0    | 巴拿马       | G組    |               | 8        | 8      | 0           | 0      |
| 第5天  | 突尼西亞     | 1-2    | 英格兰       | G組    | `             | 1        | 1      | 0           | 0      |
| 第6天  | 哥伦比亚     | 1-2    | 日本         | H組    |               | 4        | 3      | 0           | 1      |
| 第6天  | 波蘭         | 1-2    | 塞内加尔     | H組    |               | 3        | 3      | 0           | 0      |
| 第6天  | 俄羅斯       | 3-1    | 埃及         | A組    |               | 2        | 2      | 0           | 0      |
| 第7天  | 葡萄牙       | 1-0    | 摩洛哥       | B组    |               | 2        | 2      | 0           | 0      |
| 第7天  | 乌拉圭       | 1-0    | 沙烏地阿拉伯 | A組    |               | 0        | 0      | 0           | 0      |
| 第7天  | 伊朗         | 0-1    | 西班牙       | B组    |               | 2        | 2      | 0           | 0      |
| 第8天  | 丹麦         | 1-1    |              | C组    |               | 2        | 2      | 0           | 0      |
| 第8天  | 法國         | 1-0    | 秘魯         | C组    |               | 4        | 4      | 0           | 0      |
| 第8天  | 阿根廷       | 0-3    |              | D組    |               | 7        | 7      | 0           | 0      |
| 第9天  | 巴西         | 2-0    |              | E組    |               | 3        | 3      | 0           | 0      |
| 第9天  | 奈及利亞     | 2-0    | 冰島         | D组    |               | 1        | 1      | 0           | 0      |
| 第9天  | 塞爾維亞     | 1-2    | 瑞士         | E組    |               | 5        | 5      | 0           | 0      |
| 第10天 | 比利时       | 5-2    | 突尼西亞     | G組    |               | 1        | 1      | 0           | 0      |
| 第10天 |              | 1-2    | 墨西哥       | F組    |               | 4        | 4      | 0           | 0      |
| 第10天 | 德国         | 2-1    | 瑞典         | F組    |               | 3        | 2      | 1           | 0      |
| 第11天 | 英格兰       | 6-1    | 巴拿马       | G組    |               | 4        | 4      | 0           | 0      |
| 第11天 | 日本         | 2-2    | 塞内加尔     | H組    |               | 5        | 5      | 0           | 0      |
| 第11天 | 波蘭         | 0-3    | 哥伦比亚     | H組    |               | 2        | 2      | 0           | 0      |
| 第12天 | 乌拉圭       | 3-0    | 俄羅斯       | A組    |               | 3        | 2      | 1           | 0      |
| 第12天 | 沙烏地阿拉伯 | 2-1    | 埃及         | A組    |               | 2        | 2      | 0           | 0      |
| 第12天 | 西班牙       | 2-2    | 摩洛哥       | B组    |               | 6        | 6      | 0           | 0      |
| 第13天 | 伊朗         | 1-1    | 葡萄牙       | B组    |               | 6        | 6      | 0           | 0      |
| 第13天 |              | 0-2    | 秘魯         | C组    |               | 6        | 6      | 0           | 0      |
| 第13天 | 丹麦         | 0-0    | 法國         | C组    |               | 1        | 1      | 0           | 0      |
| 第13天 | 奈及利亞     | 1-2    | 阿根廷       | D组    |               | 5        | 5      | 0           | 0      |
| 第13天 | 冰島         | 1-2    |              | D組    |               | 5        | 5      | 0           | 0      |
| 第14天 |              | 2-0    | 德国         | F組    |               | 4        | 4      | 0           | 0      |
| 第14天 | 墨西哥       | 0-3    | 瑞典         | F組    |               | 5        | 5      | 0           | 0      |
| 第14天 | 塞爾維亞     | 0-2    | 巴西         | E組    |               | 3        | 3      | 0           | 0      |
| 第14天 | 瑞士         | 2-2    |              | E組    |               | 6        | 6      | 0           | 0      |
| 第15天 | 日本         | 0-1    | 波蘭         | H組    |               | 1        | 1      | 0           | 0      |
| 第15天 | 塞内加尔     | 0-1    | 哥伦比亚     | H組    |               | 2        | 2      | 0           | 0      |
| 第15天 | 巴拿马       | 1-2    | 突尼西亞     | G組    |               | 6        | 6      | 0           | 0      |
| 第15天 | 英格兰       | 0-1    | 比利时       | G組    |               | 2        | 2      | 0           | 0      |
| 淘汰賽 |              |        |              |        |               |          |        |             |        |
| 第17天 | 法國         | 4-3    | 阿根廷       | 16強   |               | 8        | 8      | 0           | 0      |

#### 按裁判排列
| 裁判            | 国籍   | 比赛 | 黃牌 | 警告 · 離場 | 離場 | 罚点球 |
| --------------- | ------ | ---- | ---- | ----------- | ---- | ------ |
| 波恩·居柏斯     | 荷蘭   | 1    | 0    | 1           | 0    | 0      |
| 詹盧卡·羅基     | 義大利 | 1    | 2    | 0           | 0    | 1      |
| 安德烈斯·庫尼亞 | 乌拉圭 | 1    | 3    | 0           | 0    | 1      |
| 施蒙·馬齊尼亞克 | 波蘭   | 1    | 0    | 0           | 0    | 1      |
| 喬歷·卡基亞     | 土耳其 | 1    | 4    | 0           | 0    | 0      |
| 尼斯高·比達拿   | 阿根廷 | 1    | 2    | 0           | 0    | 0      |
| 巴卡利·加沙馬   |        | 1    | 1    | 0           | 0    | 1      |

#### 按球队排列
| 球队         | 黃牌 | 離場 | 停赛球员数 |
| ------------ | ---- | ---- | ---------- |
| 俄羅斯       | 1    | 0    | 0          |
|              | 1    | 0    | 0          |
| 法國         | 0    | 0    | 0          |
| 冰島         | 0    | 0    | 0          |
| 阿根廷       | 0    | 0    | 0          |
| 摩洛哥       | 1    | 0    | 0          |
| 伊朗         | 3    | 0    | 0          |
| 葡萄牙       | 1    | 0    | 0          |
| 西班牙       | 1    | 0    | 0          |
| 沙烏地阿拉伯 | 1    | 0    | 0          |

#### 按球员排列
| 球员            | 名词         | 黃牌 | 離場 | 停赛 |
| --------------- | ------------ | ---- | ---- | ---- |
| 亞歷山大·戈洛文 | 俄羅斯       | 1    | 0    |      |
| 泰西尔·贾西姆   | 沙烏地阿拉伯 | 1    | 0    |      |

来源： 

## 紀錄

### 入球
- 冰島在小組賽對上阿根廷時於上半場23分鐘進球，打入球隊在世界盃的第一個進球。
- 巴拿馬在小組賽對上英格蘭時巴洛伊於下半場77分鐘進球，打入球隊在世界盃的第一個進球（页面存档备份，存于）。
- 比利時在小組賽第二輪以5–2擊敗突尼西亞，創下他們在世界盃史上單場進球最多的紀錄。
- 英格蘭在小組賽第二輪以6–1擊敗巴拿馬，創下他們在世界盃史上單場進球最多的紀錄。
- 突尼西亞球員在G組最後一輪賽事對巴拿馬中射進世界盃歷史上第2500球。
- 直到分組初賽結束，所有的參賽隊伍（共32隊），至少有2個入球，為世界盃首見（页面存档备份，存于）。

### 球員
- 葡萄牙在小組賽對上西班牙時基斯坦奴·朗拿度於上半場4分鐘、44分鐘、下半場88分鐘連進三球，以33歲130日之齡，成為世界盃史上最年長上演帽子戲法的球員。[來源請求]
- 葡萄牙在小組賽對上摩洛哥時基斯坦奴·朗拿度於上半場4分鐘進球，以85球成為歐洲國家隊入球最多的球員。[來源請求]
- 埃及門將艾哈達里在對沙特阿拉伯賽事中正選上陣，以45歲161日之齡，打破上屆哥倫比亞的蒙達貢的最老球員上陣的紀錄。（页面存档备份，存于）
- 日本在小組賽對上塞內加爾時，本田圭佑踢進個人生涯在世足賽的第4球，成為第一位在3屆世足賽都有進球的日本球員，也是世界盃史上進球數最多的亞洲球員[8][9]。
- 阿根廷在十六強賽對上法國時，單場送出兩次助攻；成為第一位在世界盃史上連續4屆有助攻的球員。[來源請求]
- 法國球員基利安·姆巴佩在決賽為法國射入第四個入球，也讓他成為繼巴西球王比利之後，第二位在決賽入球的未滿20歲球員。（页面存档备份，存于）

### 其他紀錄
- 法國在小組賽對上澳洲時於下半場58分鐘射進十二碼，是首個受到视频裁判技術影響的進球。
- 俄羅斯隊在淘汰賽對上西班牙的比賽中，於延長賽裡更換第4名選手，是在世界盃啟用這項新規則後，史上首次更換第4人的球隊[10]。
- 德國在有設立小組賽的世界杯賽事中（1934年世界杯和1938年世界杯不設小組賽）首次小組赛出局。
- 由2002年世界杯的衛冕冠軍法國起，已經連續第四支歐洲的衛冕冠軍在分組賽出局[11]，該現象被球迷稱為「衛冕冠軍魔咒」[12]。
- 直至決赛法國對克羅埃西亞，本次賽事一共出現12個烏龍球，是單屆世界盃烏龍球的最高記錄。
- 直至決赛法國對克羅埃西亞，本次賽事一共判罰28個十二碼，是單屆世界盃十二碼的最高記錄。
- 自1978年起，奪得歐洲聯賽冠軍盃的球會，其所屬的聯賽對應的國家隊，皆在之後的世界盃未能取得冠軍。如1998年、2002年、2006年、2014年及2018年分別由西班牙球會皇家馬德里及巴塞隆拿奪得歐聯冠軍，但西班牙於此五屆世界盃皆未能取得冠軍，更有兩屆於分組賽出局（1998、2014年）。同樣地，2010年意大利球會國際米蘭奪得歐聯冠軍，意大利卻在該屆世界盃分組賽出局。被稱為「歐聯魔咒」。
- 巴西隊在十六強以2–0擊敗墨西哥隊，是巴西隊史在世界盃連續七屆晉級半準決賽，同時也是墨西哥隊連續7屆在16強止步[13]。
- 本屆世界盃8強賽隨著法國以2–0擊敗烏拉圭與比利時以2:1擊敗巴西，成為自2006年德國世界盃後世界盃再次全部由歐洲球隊包辦4強席位，而這也是史上第5次，另外4次分別是1934年意大利世界盃、1966年英格蘭世界盃、1982年西班牙世界盃及2006年德國世界盃。[14]」。
- 英格蘭在4強賽面對克羅地亞以自由球破門，打進本屆的第12顆進球，這也刷新隊史在1966年世界盃的記錄（該屆比賽共打進11顆進球）。
- 最終以6球成爲今屆神射手，自1986年的後首位英格蘭球員奪得神射手。